# Rapatriement sanitaire
Le rapatriement sanitaire, ou rapasan, désigne le transport d'une personne souffrant d'un problème de santé non urgent dès lors que la distance dépasse les « distance raisonnables » des pays industrialisés. Contrairement à l'évacuation sanitaire (évasan), le but premier n'est pas un accès aux soins, mais plutôt un rapprochement du blessé ou malade de ses proches, et un problème logistique : rapprocher le blessé ou malade d'un lieu où les moyens humains et matériels pour le soigner sont plus facilement disponibles. Il s'agit donc par principe d'une personne dont l'état de santé est stable, et pour laquelle les moyens disponibles sur place sont suffisants.